# 磯部駅 (群馬県)

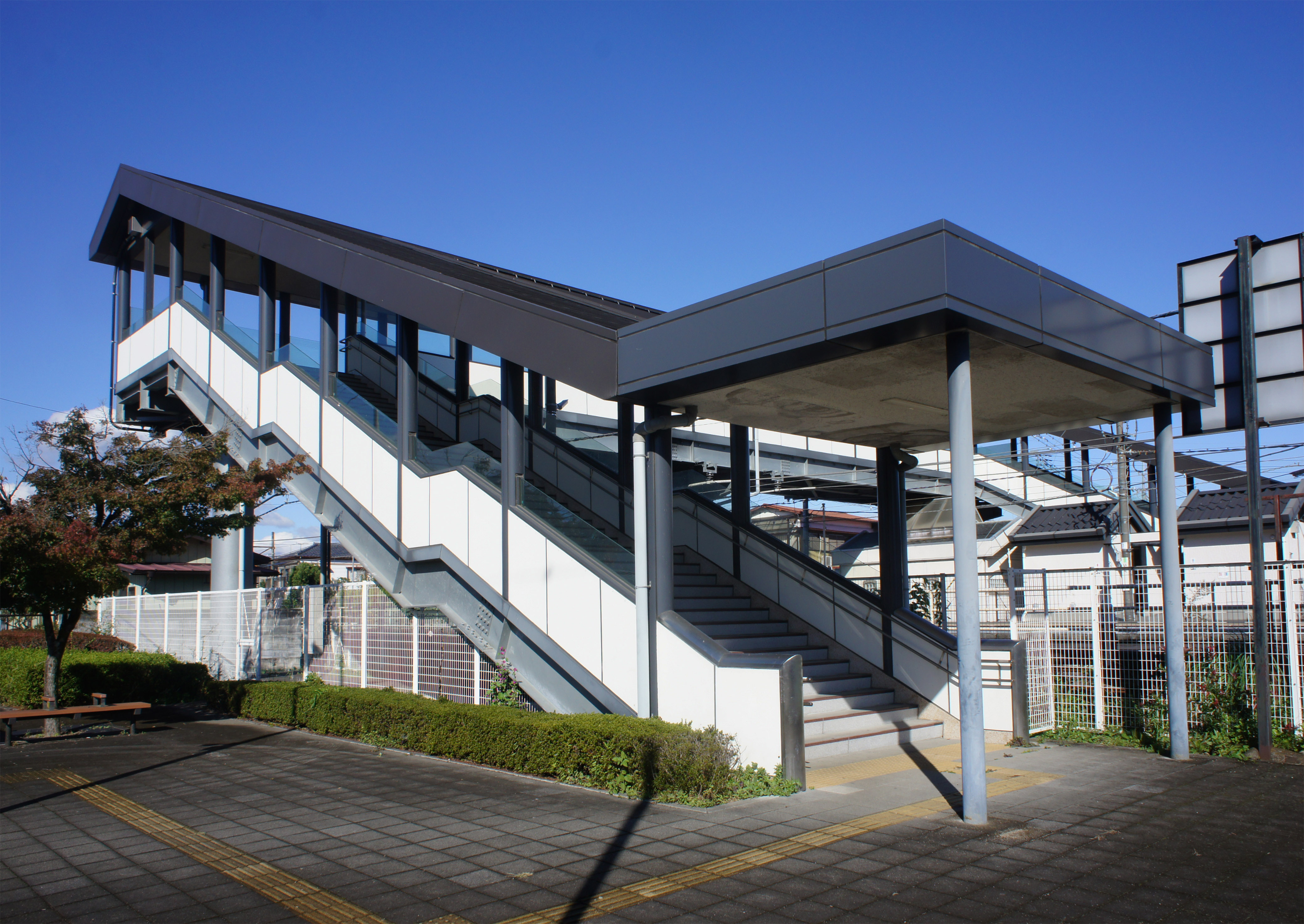
南口（2021年10月）

磯部駅（いそべえき）は、群馬県安中市磯部にある、東日本旅客鉄道（JR東日本）信越本線の駅である。

## 歴史
- 1885年（明治18年）10月15日：開業[1]。
- 1972年（昭和47年）3月15日：荷物扱い廃止[2]。
- 1973年（昭和48年）10月1日：貨物の取り扱いを廃止[2]。
- 1987年（昭和62年）4月1日：国鉄分割民営化により、JR東日本の駅となる[2]。
- 2009年（平成21年）3月14日：東京近郊区間に編入。ICカード「Suica」の利用が可能となる[3]。
- 2022年（令和4年）11月30日：みどりの窓口の営業を終了[4]。

## 駅構造
相対式ホーム2面2線を有する地上駅。かつては中線もあった。木造駅舎を有する。互いのホームは跨線橋で連絡している。
安中駅管理の業務委託駅（終日集札、JR東日本ステーションサービス委託）。自動券売機、簡易Suica改札機が設置されている。かつては売店があった。

### のりば
| 番線 | 路線      | 方向 | 行先     |
| ---- | --------- | ---- | -------- |
| 1    | ■信越本線 | 上り | 高崎方面 |
| 2    | ■信越本線 | 下り | 横川方面 |

（出典：JR東日本:駅構内図）

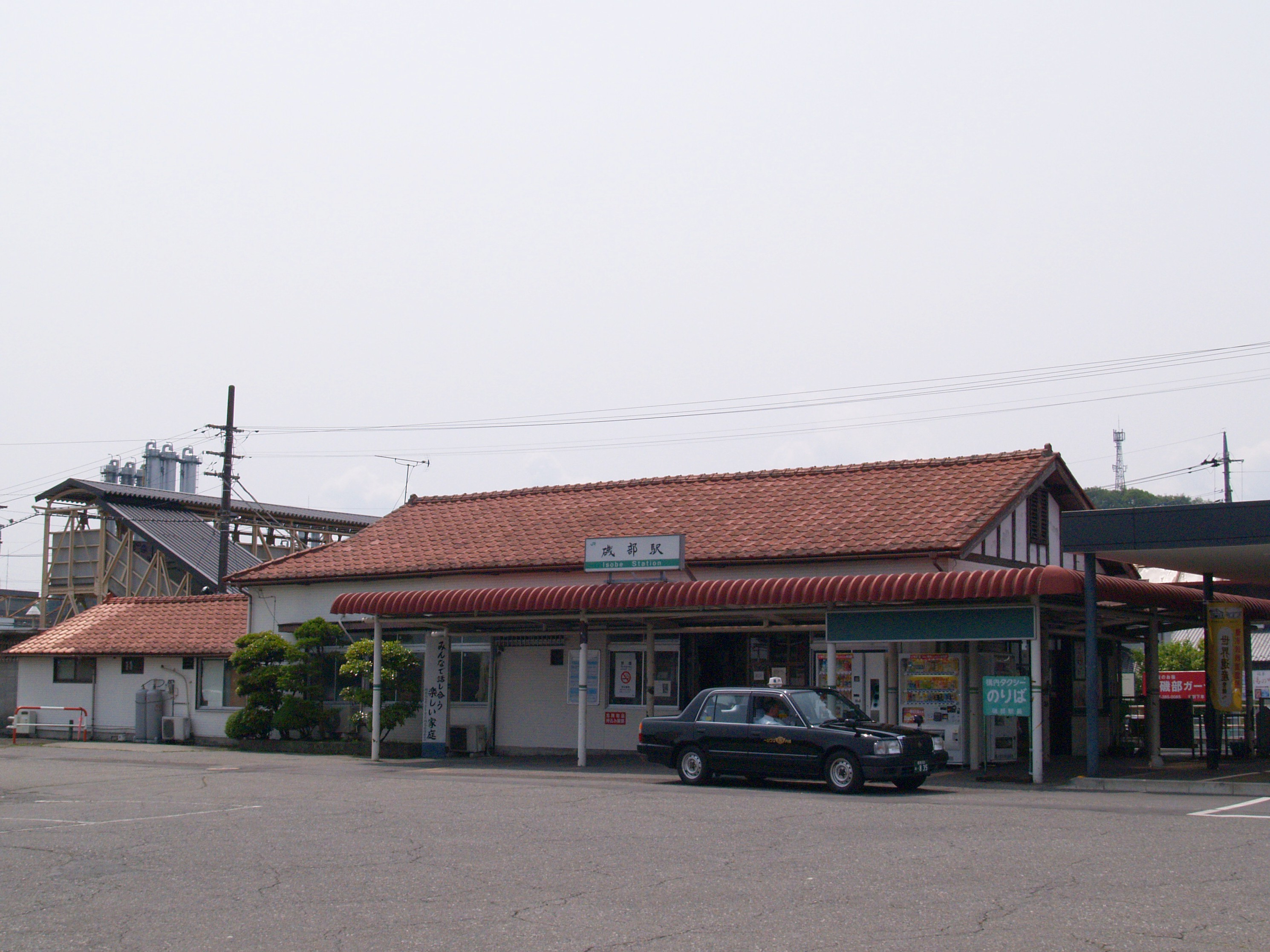
リニューアル前の駅舎（2012年6月）
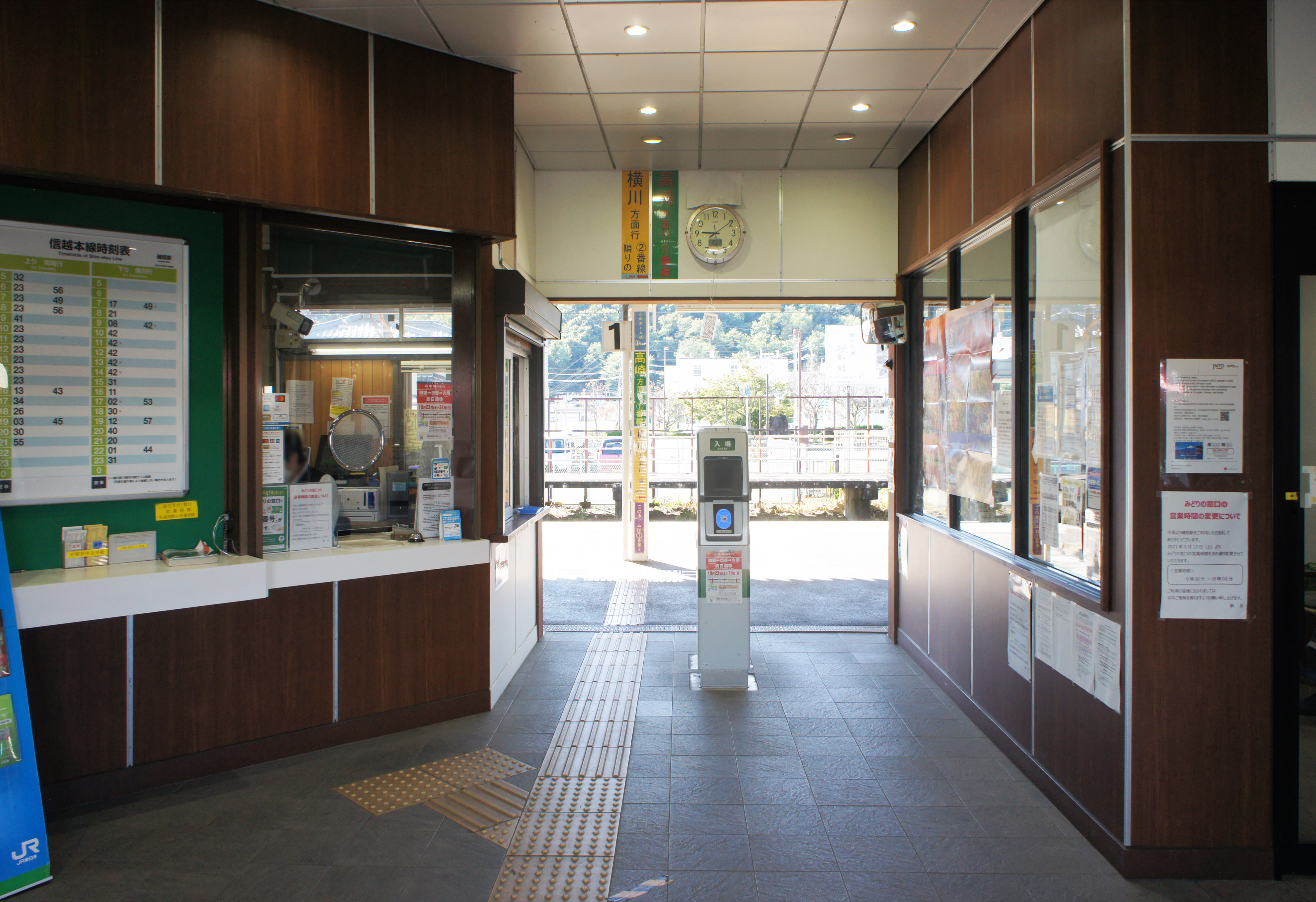
改札口（2021年10月）
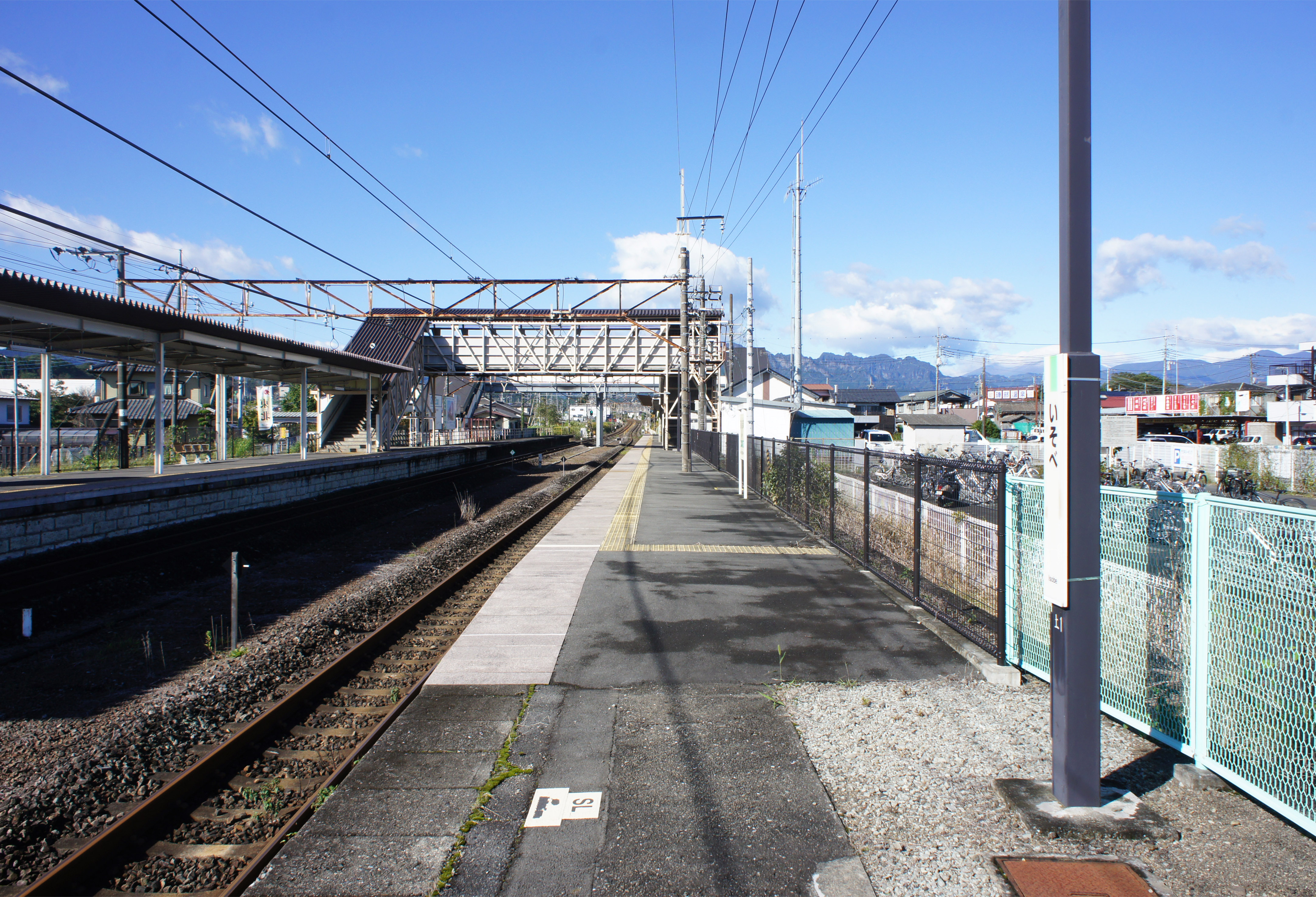
ホーム（2021年10月）
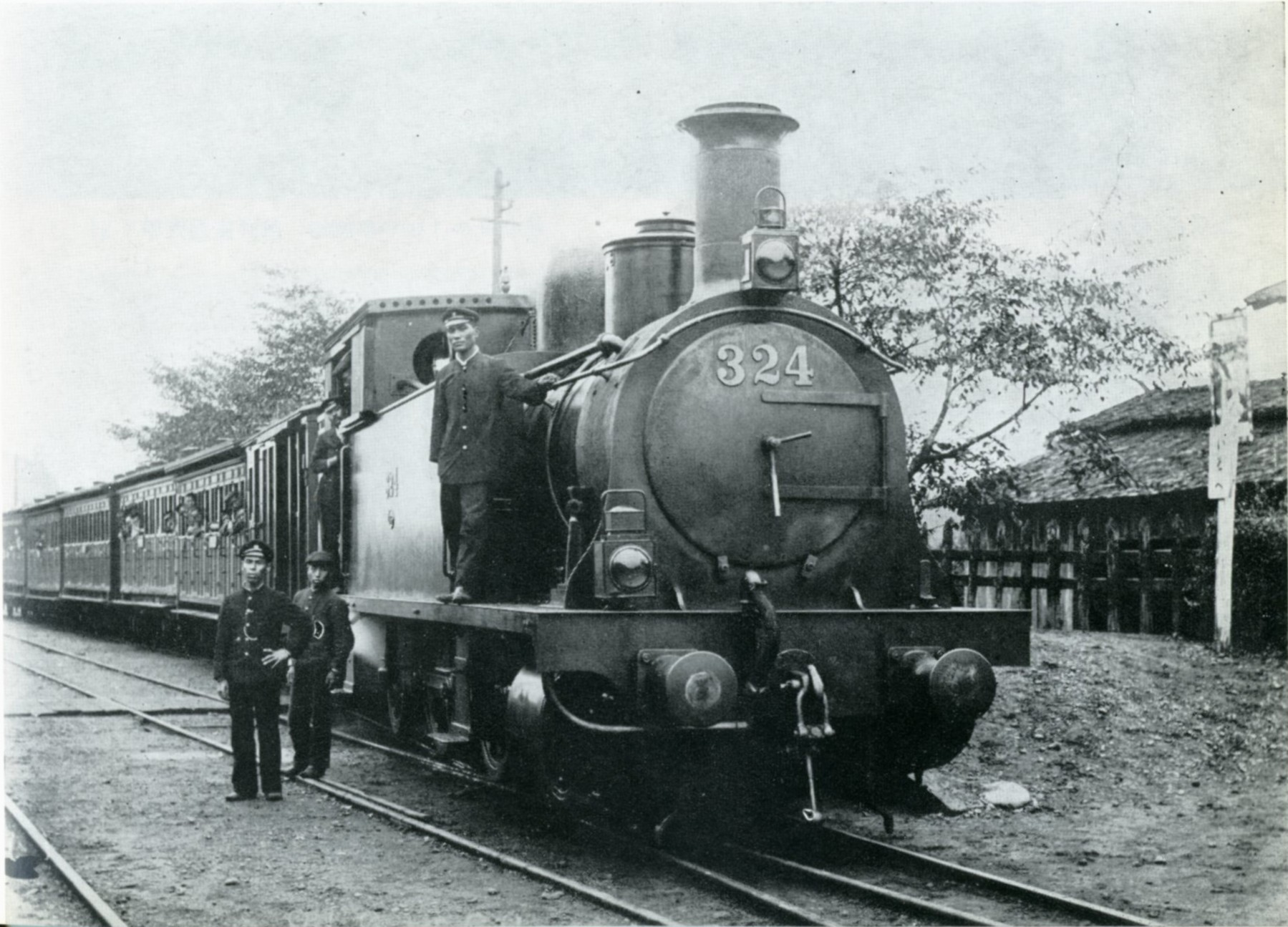
1901年 - 1902年頃の駅

## 利用状況
JR東日本によると、2023年度（令和5年度）の1日平均乗車人員は956人である。
2000年度（平成12年度）以降の推移は以下のとおりである。
| 乗車人員推移       | 乗車人員推移     | 乗車人員推移    |
| 年度               | 1日平均 乗車人員 | 出典            |
| ------------------ | ---------------- | --------------- |
| 2000年（平成12年） | 1,305            | [ 利用客数 2 ]  |
| 2001年（平成13年） | 1,306            | [ 利用客数 3 ]  |
| 2002年（平成14年） | 1,329            | [ 利用客数 4 ]  |
| 2003年（平成15年） | 1,353            | [ 利用客数 5 ]  |
| 2004年（平成16年） | 1,269            | [ 利用客数 6 ]  |
| 2005年（平成17年） | 1,203            | [ 利用客数 7 ]  |
| 2006年（平成18年） | 1,213            | [ 利用客数 8 ]  |
| 2007年（平成19年） | 1,183            | [ 利用客数 9 ]  |
| 2008年（平成20年） | 1,156            | [ 利用客数 10 ] |
| 2009年（平成21年） | 1,134            | [ 利用客数 11 ] |
| 2010年（平成22年） | 1,133            | [ 利用客数 12 ] |
| 2011年（平成23年） | 1,148            | [ 利用客数 13 ] |
| 2012年（平成24年） | 1,142            | [ 利用客数 14 ] |
| 2013年（平成25年） | 1,153            | [ 利用客数 15 ] |
| 2014年（平成26年） | 1,120            | [ 利用客数 16 ] |
| 2015年（平成27年） | 1,143            | [ 利用客数 17 ] |
| 2016年（平成28年） | 1,135            | [ 利用客数 18 ] |
| 2017年（平成29年） | 1,112            | [ 利用客数 19 ] |
| 2018年（平成30年） | 1,075            | [ 利用客数 20 ] |
| 2019年（令和元年） | 1,060            | [ 利用客数 21 ] |
| 2020年（令和02年） | 750              | [ 利用客数 22 ] |
| 2021年（令和03年） | 825              | [ 利用客数 23 ] |
| 2022年（令和04年） | 882              | [ 利用客数 24 ] |
| 2023年（令和05年） | 956              | [ 利用客数 1 ]  |

## 駅周辺
2007年に北側と南側を結ぶ連絡通路が完成した。北口からは北陸新幹線安中榛名駅とを結ぶボルテックスアーク運行のバスが発着する。
また北口の駅前ロータリーには、阿部眞之助の言葉が刻まれた「恐妻碑」、及び「日本最古の温泉記号発祥の地」碑が立つ。
- 磯部温泉[1]
- 信越化学工業群馬事業所
- 磯部郵便局
- 碓氷川
- 恵みの湯（日帰り温泉施設）
- 群馬県道48号下仁田安中倉渕線
- 群馬県道194号宇田磯部停車場線
- 群馬県道213号磯部停車場妙義山線
- 群馬県道214号磯部停車場上野尻線
- 群馬県道220号磯部停車場線

## 隣の駅
東日本旅客鉄道（JR東日本）
■信越本線
- 臨時快速「SL/EL/DLぐんま よこかわ」停車駅

安中駅 - 磯部駅 - 松井田駅

### 記事本文
1. 1 2 3 4 5 6 7  『週刊 JR全駅・全車両基地』 12号 大宮駅・野辺山駅・川原湯温泉駅ほか、朝日新聞出版〈週刊朝日百科〉、2012年10月28日、21頁。
2. 1 2 3  石野哲（編）『停車場変遷大事典 国鉄・JR編 Ⅱ』（初版）JTB、1998年10月1日、573-574頁。ISBN 978-4-533-02980-6。
3. ↑  『Suicaをご利用いただけるエリアが広がります。』（PDF）（プレスリリース）東日本旅客鉄道、2008年12月22日。オリジナルの2020年5月25日時点におけるアーカイブ。2020年5月25日閲覧。
4. ↑  “駅の情報（磯部駅）：JR東日本”.   東日本旅客鉄道. 2022年11月1日時点のオリジナルよりアーカイブ。2022年11月1日閲覧。

### 利用状況
1. 1 2  “各駅の乗車人員（2023年度）”.   東日本旅客鉄道. 2024年7月21日閲覧。
2. ↑  “各駅の乗車人員（2000年度）”.   東日本旅客鉄道. 2019年3月24日閲覧。
3. ↑  “各駅の乗車人員（2001年度）”.   東日本旅客鉄道. 2019年3月24日閲覧。
4. ↑  “各駅の乗車人員（2002年度）”.   東日本旅客鉄道. 2019年3月24日閲覧。
5. ↑  “各駅の乗車人員（2003年度）”.   東日本旅客鉄道. 2019年3月24日閲覧。
6. ↑  “各駅の乗車人員（2004年度）”.   東日本旅客鉄道. 2019年3月24日閲覧。
7. ↑  “各駅の乗車人員（2005年度）”.   東日本旅客鉄道. 2019年3月24日閲覧。
8. ↑  “各駅の乗車人員（2006年度）”.   東日本旅客鉄道. 2019年3月24日閲覧。
9. ↑  “各駅の乗車人員（2007年度）”.   東日本旅客鉄道. 2019年3月24日閲覧。
10. ↑  “各駅の乗車人員（2008年度）”.   東日本旅客鉄道. 2019年3月24日閲覧。
11. ↑  “各駅の乗車人員（2009年度）”.   東日本旅客鉄道. 2019年3月24日閲覧。
12. ↑  “各駅の乗車人員（2010年度）”.   東日本旅客鉄道. 2019年3月24日閲覧。
13. ↑  “各駅の乗車人員（2011年度）”.   東日本旅客鉄道. 2019年3月24日閲覧。
14. ↑  “各駅の乗車人員（2012年度）”.   東日本旅客鉄道. 2019年3月24日閲覧。
15. ↑  “各駅の乗車人員（2013年度）”.   東日本旅客鉄道. 2019年3月24日閲覧。
16. ↑  “各駅の乗車人員（2014年度）”.   東日本旅客鉄道. 2019年3月24日閲覧。
17. ↑  “各駅の乗車人員（2015年度）”.   東日本旅客鉄道. 2019年3月24日閲覧。
18. ↑  “各駅の乗車人員（2016年度）”.   東日本旅客鉄道. 2019年3月24日閲覧。
19. ↑  “各駅の乗車人員（2017年度）”.   東日本旅客鉄道. 2019年3月24日閲覧。
20. ↑  “各駅の乗車人員（2018年度）”.   東日本旅客鉄道. 2019年7月9日閲覧。
21. ↑  “各駅の乗車人員（2019年度）”.   東日本旅客鉄道. 2020年7月12日閲覧。
22. ↑  “各駅の乗車人員（2020年度）”.   東日本旅客鉄道. 2021年7月24日閲覧。
23. ↑  “各駅の乗車人員（2021年度）”.   東日本旅客鉄道. 2022年8月7日閲覧。
24. ↑  “各駅の乗車人員（2022年度）”.   東日本旅客鉄道. 2023年7月9日閲覧。